# Burg Eichelsheim
Die Burg Eichelsheim, auch Veste Mannheim, besaß die Funktion einer Zollburg und befand sich im heutigen Mannheimer Stadtteil Lindenhof nahe dem Stephanienufer am Rhein.

## Geschichte
Die Befestigung Eichelsheim wird im Jahr 1265 erstmals als Zollstätte erwähnt und war damals noch ein einzelner Turm. Die Namensbezeichnung soll auf den dichten Eichenwald zurückzuführen sein, der dort einst wuchs. Diese Stelle eignete sich dazu, die Schiffe auf dem Rhein einem Zoll zu unterwerfen und zugleich die Fahrrinne frei und sauber zu halten.
Mit dem Bau der eigentlichen Burg wurde im Jahr 1353 begonnen. In den Folgejahren vergrößerte man die Anlage permanent; sie war auch Prägestätte des „Mannheimer Pfennigs“, einer Kurpfälzischen Silbermünze.
   

Vom Sommer 1416 bis Januar 1419 hielt der Pfälzer Kurfürst Ludwig III. dort im Reichsauftrag den Gegenpapst Johannes XXIII. gefangen. Zu dieser Zeit hatte die Burg neben dem Wohn- und Verwaltungstrakt mit Kapelle nur einen festen Turm, in dem der Papst eingekerkert war. Er verfasste in der Zeit seiner Mannheimer Haft u. a. Gedichte und gab in poetischen Aufzeichnungen seinem Schmerz hinsichtlich der Vergänglichkeit alles Irdischen Ausdruck. Über seine Zeit in Eichelsheim schrieb er später:

„Meine Unterkunft war beengt, ich schlief mit verkrümmten Gliedmaßen, mein Bett war zu kurz, und ich musste schmutzige Kleider tragen. Nichts Gutes ist mir widerfahren, sondern Gespött und mancherlei Kränkung hatte ich zu erdulden.“

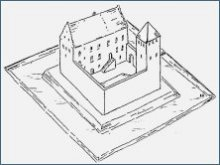
Burg Eichelsheim zur Zeit der Gefangenschaft Johannes XXIII; der Gegenpapst saß in dem Turm ein.

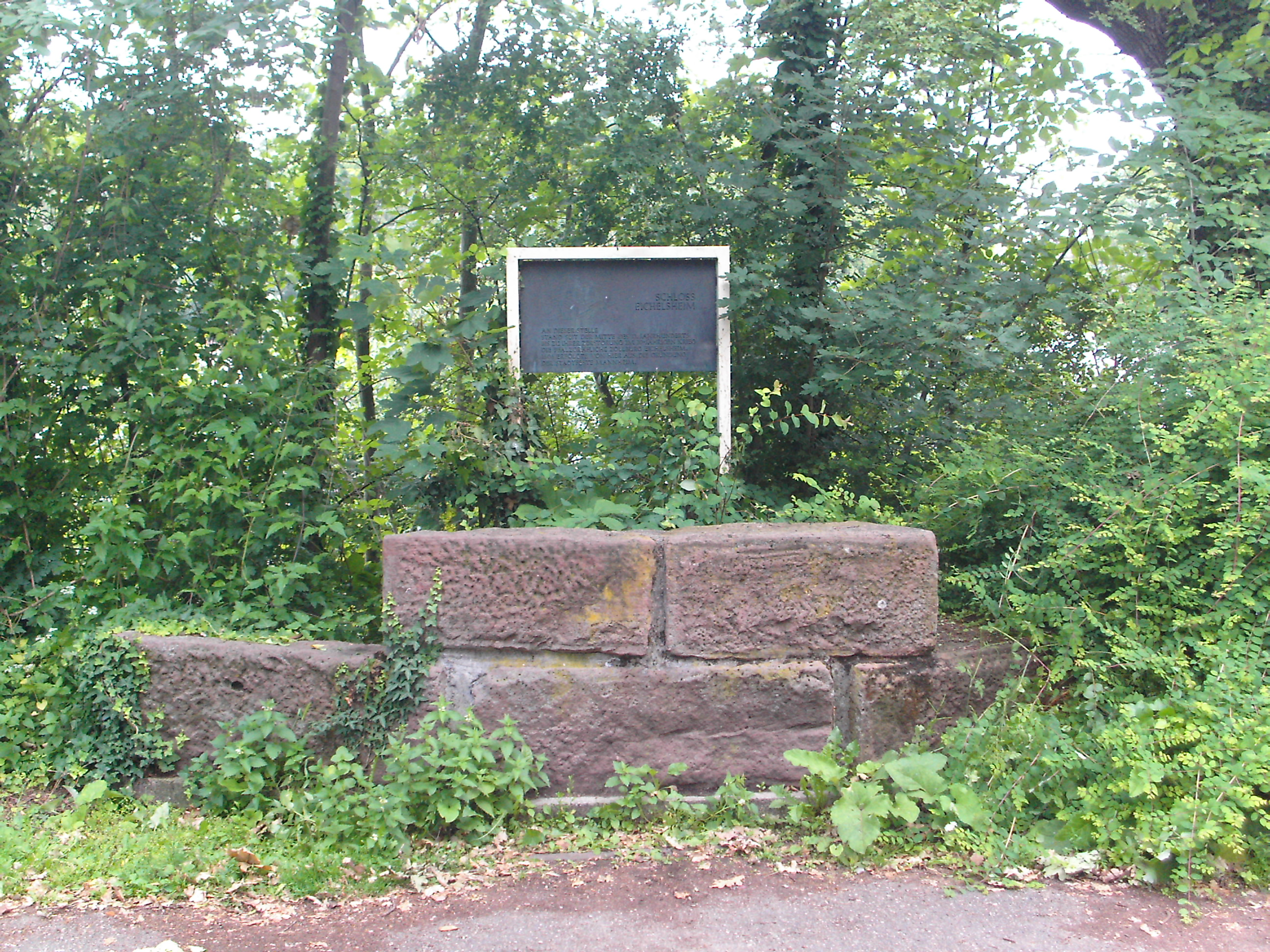
Mauerrest und Gedenktafel der Burg Eichelsheim, 2010

Nach der Schlacht bei Seckenheim (1462) wurde Bischof Georg von Metz auf die Burg Eichelsheim verbracht und soll im selben Raum gefangengehalten worden sein wie zuvor Johannes XXIII.
1600 wurde der Komplex mit einem Wassergraben, einem bewehrten Tor und zwei dazugehörigen Tortürmen beschrieben; im Kernbereich stand eine Wasserburg mit vier Rundtürmen.
Im Dreißigjährigen Krieg rückten am 20. September 1622 Tillys Truppen, von Seckenheim kommend, in zwei Hauptstellungen bei Mannheim ein, vor dem Bellenwert am Neckar und vor der Zollburg Eichelsheim am Rhein. Der Festungskommandant Sir Horace Veer ließ die Burg anzünden. Am 29. September stürmten sie Tillys Soldaten, löschten das Feuer und reparierten die Schäden. Schwedische Soldaten nahmen 1632 Eichelsheim ein und sprengten 1634 die Festung; fünf Jahre später erfolgte der Wiederaufbau. 1663 wird verzeichnet, dass „Eycholsheim demoliert bis auf den Wachtthurm“ sei. Während des Pfälzischen Erbfolgekrieges ging die Anlage 1688, bei der Belagerung Mannheims, vollständig zugrunde. Im Jahr 1736 befestigte man die Ruine nochmals anlässlich des Polnischen Thronfolgekrieges. 1765 stürzte durch ein Hochwasser die Uferschutzmauer ein. Auf Plänen des 19. Jahrhunderts sind noch vorhandene Festungsreste eingezeichnet. 
Das ehemalige Burggelände erwarb im Jahre 1887 Franz Geyer, der dort die „Restauration Rheinpark“ eröffnete, später „Rheinterrasse Stephanie“ (1963 bis 1973).

## Heute
Von der Burganlage sind aktuell keine sichtbaren Reste mehr vorhanden. Bereits seit Beginn der Wohnbebauung des Stadtteils Lindenhof um etwa 1900 trägt die Eichelsheimer Straße diesen Namen. Am Rheinufer in unmittelbarer Nähe des ehemaligen Standorts erinnert ein nachträglich errichteter Mauerrest und eine Gedenktafel an die Burg. Ebenfalls am Stephanienufer wurde aus der Serie historischer Lehrpfad Lindenhof ein Themenschild „Die Zollburg Eichelsheim“ aufgestellt, das stichwortartig die Chronologie auflistet.